# Manuel Friedrich
Manuel Friedrich (* 13. September 1979 in Bad Kreuznach) ist ein ehemaliger deutscher Fußballspieler.

## Karriere

### Vereine

#### Jugend
Der aus Guldental bei Bad Kreuznach stammende Friedrich spielte in seiner Jugend für die SG Guldental 07 und wechselte 1995 als Mittelfeldspieler zu den B-Junioren des 1. FSV Mainz 05, bei dem ihm über die Amateure in der Schlussphase der Saison 1999/2000 der Sprung in die Innenverteidigung der Profimannschaft gelang.

#### 1. FSV Mainz 05
In seinem ersten Profijahr ließ der unerfahrene Friedrich noch Defizite erkennen. Trotzdem bestritt der 21-Jährige unter den Trainern René Vandereycken, Eckhard Krautzun und Jürgen Klopp 27 Zweitligaspiele. Seinen Durchbruch schaffte Friedrich in der Saison 2001/02; mit seinem Nebenmann Robert Nikolic bildete er eine sichere rechte Abwehrseite. Mit acht Saisontoren war er der torgefährlichste Verteidiger der Liga.

#### Wechsel zu Werder Bremen
Nach dem verpassten Bundesliga-Aufstieg der Mainzer wechselte Friedrich zur Saison 2002/03 zum Bundesligisten Werder Bremen. Die Bremer sicherten ihm einen Stammplatz in der Innenverteidigung zu, mussten aber aufgrund zweier Kreuzbandrisse in der Sommer- und Wintervorbereitung zunächst für ein Jahr auf Friedrich verzichten. Nach seiner Genesung bekam er neben 13 Regionalligaspielen einen siebenminütigen Bundesligaeinsatz beim späteren Deutschen Meister.

#### Rückkehr nach Mainz
In der Winterpause 2003/04 wechselte Friedrich zunächst auf Leihbasis zurück nach Mainz und stieg am Ende der Zweitligasaison mit den 05ern in die Bundesliga auf. Daraufhin wurde er den Bremern abgekauft. Die Höhe der Ablöse wurde nicht veröffentlicht, soll aber bei rund 1,4 Millionen Euro gelegen haben. Damit wäre Friedrich der bis dahin mit Abstand teuerste Neuzugang der Mainzer.
Bei Mainz 05 war Friedrich fortan ein konstanter Leistungsträger. Bis zur Winterpause 2005/06 fehlte er nur einmal wegen einer Gelbsperre und übernahm für die Dauer der Verletzungspause von Torhüter Dimo Wache die Funktion des Mannschaftskapitäns der 05er. Mit einer Quote von 83 % gewonnener Zweikämpfe schloss Friedrich die Saison 2005/06 in der Statistik als zweikampfstärkster Abwehrspieler der Bundesliga ab.

#### Bayer 04 Leverkusen

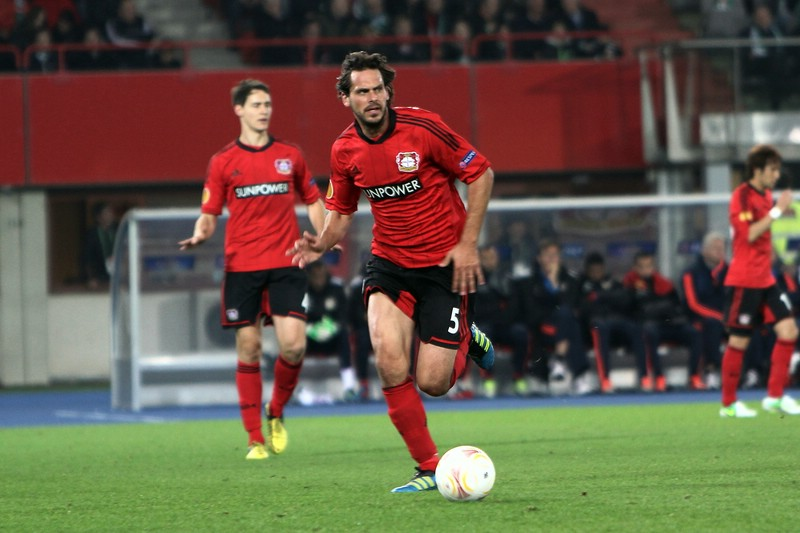
Manuel Friedrich
im Trikot von Bayer 04 Leverkusen (2012)

Zu Beginn der Saison 2007/08 wechselte Friedrich zu Bayer 04 Leverkusen und unterschrieb zunächst einen Dreijahresvertrag. Er bezeichnete diesen Schritt als „schwerste Entscheidung meiner Fußballerkarriere“. Zur Saison 2008/09 wurde mit Simon Rolfes ein neuer Kapitän der Werkself bestimmt, Friedrich zu dessen Stellvertreter. Von Anfang an war er eine feste Größe in der Innenverteidigung von Bayer und kam in den ersten drei Jahren immer auf mindestens 30 Saisoneinsätze.
In seinem zweiten Jahr erreichte er mit der Mannschaft das Finale im DFB-Pokal, das man gegen Werder Bremen verlor. Friedrich ging auch wieder als Stammspieler in die Saison 2010/11. Auch wegen seiner Abwehrfehler verlor man zu Rückrundenbeginn das Spitzenspiel beim Herbstmeister Borussia Dortmund (18. Spieltag; 1:3) durch drei Gegentore in kurzer Zeit. Friedrich bekam danach eine Auszeit. Als er sieben Spieltage später erstmals wieder von Beginn an aufgestellt war, war bereits nach einer Viertelstunde mit einem Schulterbruch die Partie und damit auch die restliche Saison für ihn beendet. Am Ende behauptete Bayer den zweiten Platz der Tabelle und wurde Vizemeister.
Am Ende der Saison 2012/13 endete sein Vertrag. Friedrich verließ den Verein, um seine Karriere in Asien ausklingen zu lassen, da er „spätestens in dieser Saison kaum noch zum Einsatz kam“. Jedoch kam ein solches Engagement nicht zustande, sodass er sich beim Regionalligisten Rot-Weiß Oberhausen fit hielt, während er auf eine Verpflichtung durch einen Verein hoffte.

#### Borussia Dortmund
Nach Verletzungen der Innenverteidiger Mats Hummels und Neven Subotić wurde Friedrich am 20. November 2013 von Borussia Dortmund bis zum Saisonende 2013/14 verpflichtet. Trainer war Jürgen Klopp, unter dem Friedrich 2004 mit Mainz 05 in die Bundesliga aufgestiegen war. Drei Tage später gab er bei der 0:3-Niederlage im Heimspiel gegen den FC Bayern München sein Debüt. Sein einziges Tor für Borussia Dortmund erzielte er am 8. Februar 2014 beim 5:1-Auswärtssieg gegen seinen ehemaligen Verein Werder Bremen. In insgesamt 15 Pflichtspielen lief Friedrich für den BVB in der Saison 2013/14 auf.

#### Mumbai City FC
Im August 2014 verpflichtete ihn der Mumbai City FC aus Indien für die neu gegründete Indian Super League. Friedrich, der seine Karriere in Indien ausklingen lassen wollte, gab als erster deutscher Fußballspieler sein Debüt am 12. Oktober 2014 (1. Spieltag) bei der 0:3-Niederlage im Auswärtsspiel gegen Atlético de Kolkata in der Startelf. Sein erstes Tor erzielte er am 7. Dezember 2014 (13. Spieltag) mit dem 2:1-Siegtreffer im Heimspiel gegen Atlético de Kolkata in der 76. Minute. Mit seinem Vertragsende im Januar 2015 beendete er seine Karriere als aktiver Fußballer.

### Nationalmannschaft
Seine starken Leistungen seit dem Aufstieg 2004 mit Mainz 05 in die Bundesliga ließen auch die Verantwortlichen der Nationalmannschaft auf den Verteidiger aufmerksam werden. Für das Länderspiel gegen die Vereinigten Staaten im Vorfeld der Weltmeisterschaft 2006 wurde Friedrich, der bereits mehrere Spiele mit dem Team 2006 bestritten hatte, als erster Spieler in der Mainzer Vereinsgeschichte für die A-Nationalmannschaft nominiert, ohne jedoch eingesetzt zu werden.
Bei der Vergabe des letzten freien Platzes im Kader für die Weltmeisterschaft 2006 erhielt der Leverkusener Routinier Jens Nowotny den Vorzug vor Friedrich – die Fitnesswerte des Mainzers seien zu schlecht gewesen. Diese Personalentscheidung gehörte zu den in der Öffentlichkeit am kontroversesten diskutierten im Vorfeld der WM, wurde aber relativiert, als bei Friedrich kurz nach dem Turnier ein leichter Fall des Pfeifferschen Drüsenfiebers diagnostiziert wurde.
Im Test-Länderspiel gegen die Auswahl Schwedens am 16. August 2006 debütierte Friedrich im DFB-Team. Sein erstes Tor für die Nationalmannschaft erzielte er in seinem dritten Einsatz, dem Qualifikationsspiel für die EM 2008 am 6. September 2006 gegen die Auswahl San Marinos (13:0). Bis 2008 wurde er zehnmal aufgeboten, darunter viermal in der EM-Qualifikation, konnte sich aber nicht dauerhaft im deutschen Team etablieren.

## Persönliches
Friedrich ist verheiratet. Er ist ein ausgebildeter Golflehrer.

## Erfolge
- Deutscher Meister 2004 mit Werder Bremen
- Deutscher Pokalfinalist 2009 mit Bayer Leverkusen
- Deutscher Vizemeister 2011 mit Bayer Leverkusen
- Aufstieg mit dem 1. FSV Mainz 05 in die 1. Bundesliga (Dritter Platz): 2004
- Deutscher Vizemeister 2014 mit Borussia Dortmund
- Deutscher Pokalfinalist 2013/14 mit Borussia Dortmund

## Auszeichnungen
- Torschütze des Monats Februar 2008[16]